# Castelul Liebeneck

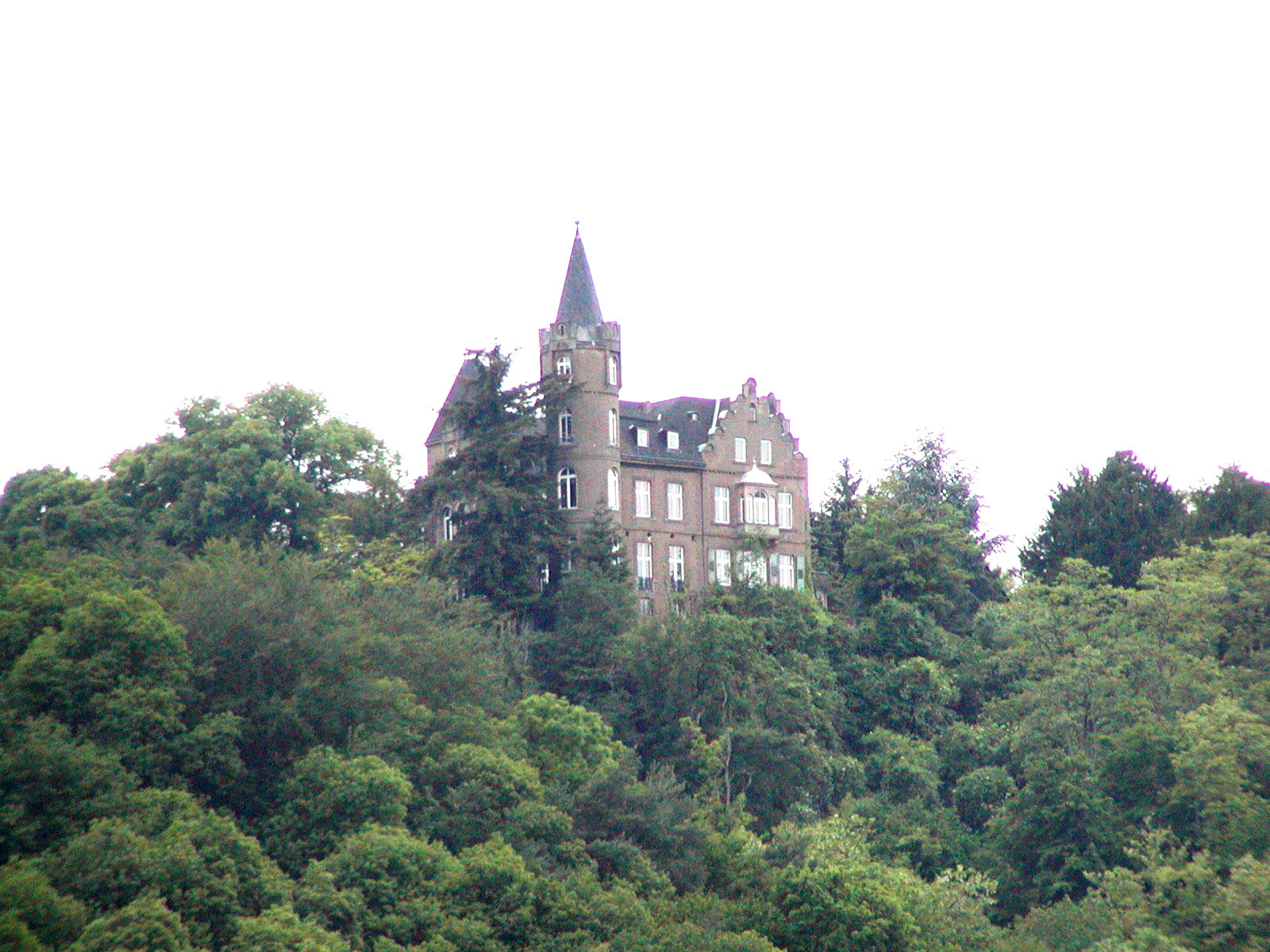
Castelul Liebeneck văzut de pe Rin

Castelul Liebeneck este un castel de vânătoare situat lângă Osterspai, landul Renania-Palatinat, Germania.

## Istoric
Castelul a fost clădit în anul 1590 pentru familia nobiliară Liebenstein. In 1637 moare ultimul membru al familiei care nu va lăsa urmași, iar castelul ajunge în proprietatea familiei „von Waldenburg” care vor ceda castelul în 1793 lui Georg Ernst Ludwig von Preusche. După primul război mondial castelul va fi distrus de trupele franceze. In anul 1960 castelul restaurat va fi folosit ca hotel